# Dubicko
Dubicko – gmina w Czechach, w powiecie Šumperk, w kraju ołomunieckim. Według danych z 2021 r. liczyła 1 076 mieszkańców.